# Сируко
Сируко (яп. 汁粉, суп + мука) — японское название традиционного супа из фасоли адзуки. Под другими названиями он распространён по всей Юго-Восточной Азии.

## В Японии
Сируко (яп. 汁粉) или осируко (яп. お汁粉), с почтительным префиксом — традиционное блюдо японской кухни. Представляет собой сладкую кашу из варёных толчёных бобов адзуки, в которую добавляют моти. Имеется несколько разновидностей сируко, например, с каштанами или пирожками из рисовой клейковины.

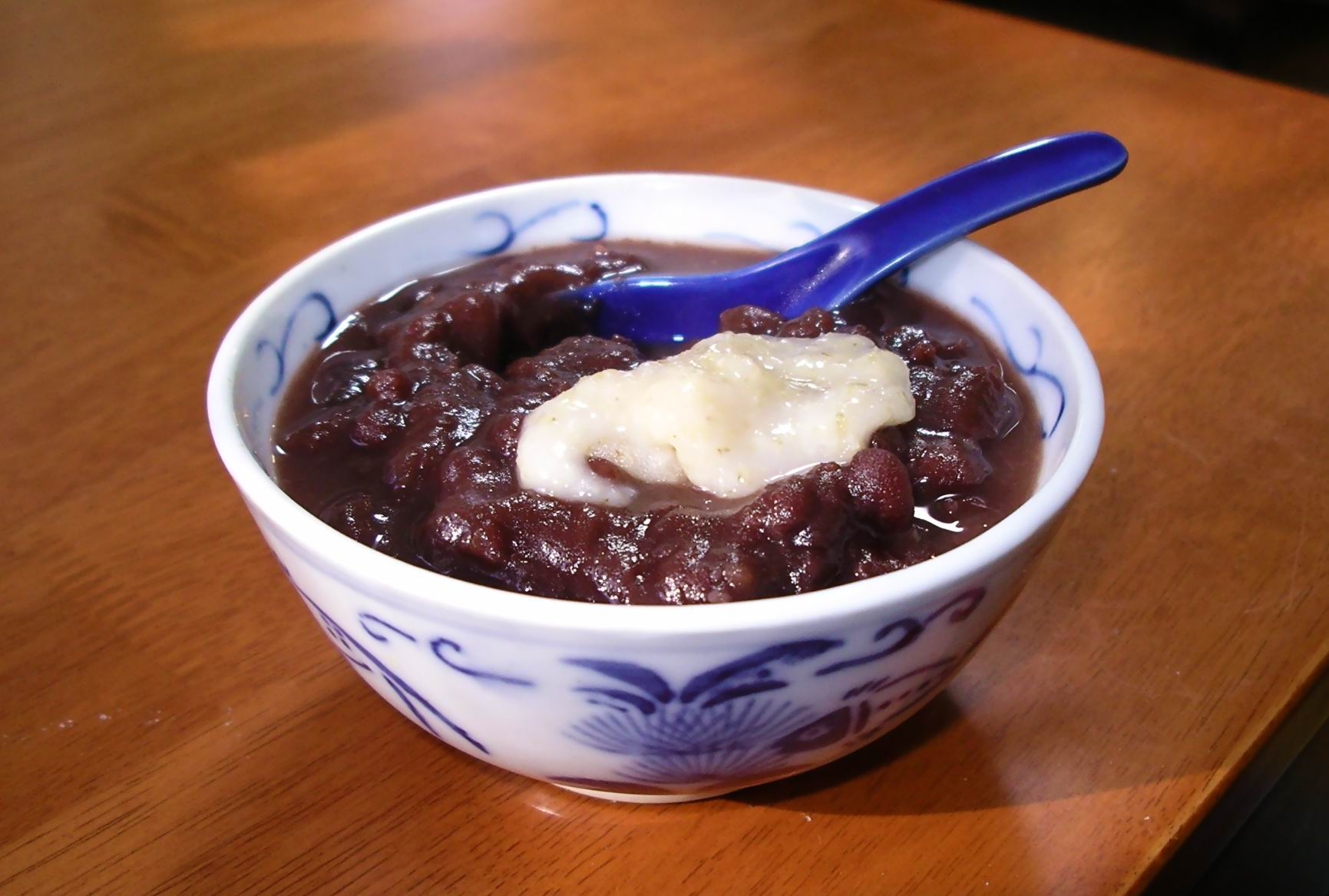
Сируко с моти из коричневого риса

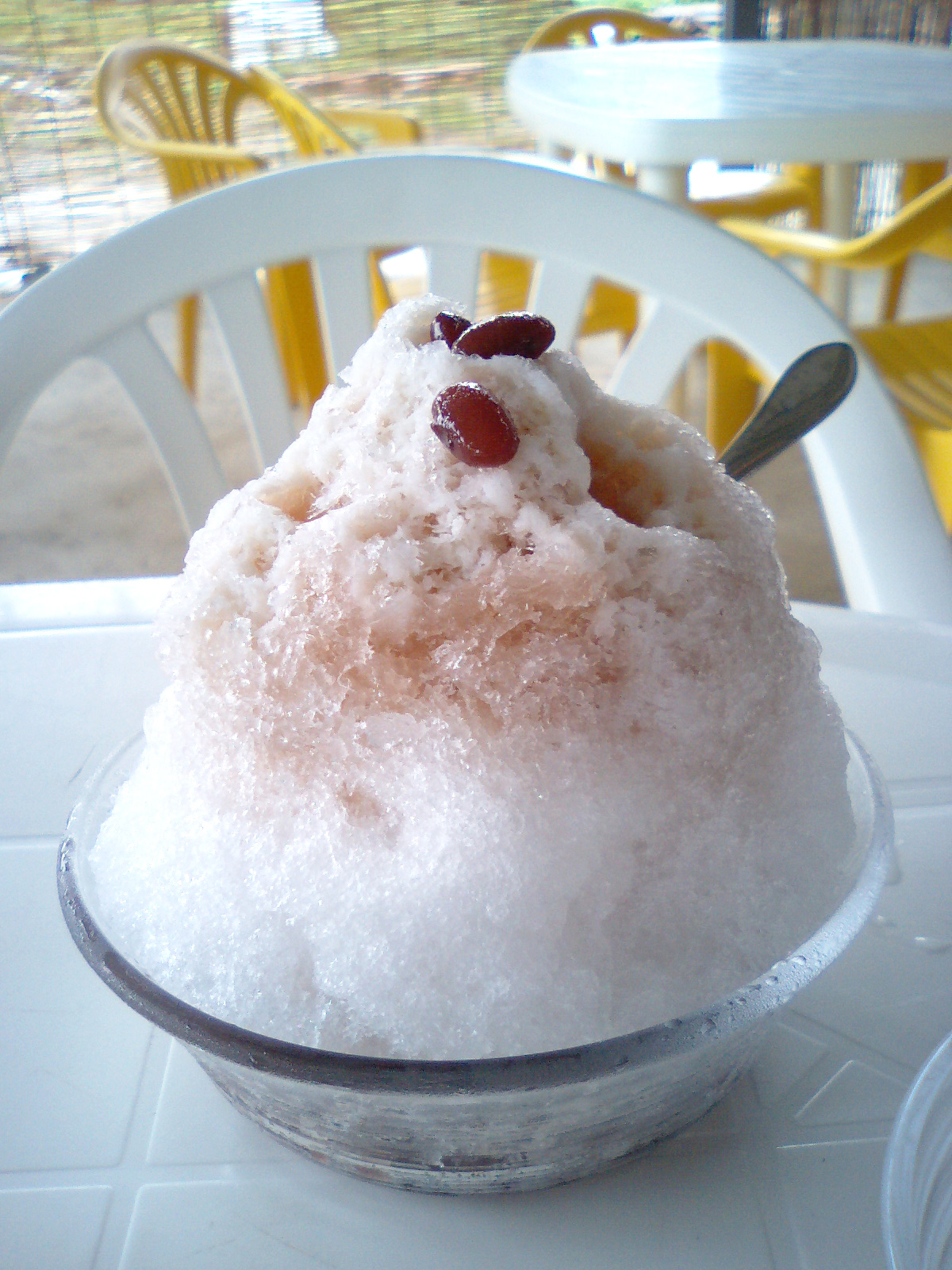
Дзэндзай островов Яэяма

Существует два типа сируко: из пасты анко или из смеси не толчёных и толчёных бобов адзуки. Похожее блюдо, дзэндзай (яп. 善哉 дзэндзай), его готовят при более высокой температуре с меньшим количеством воды. В западной Японии словом «дзэндзай» называют сируко с целыми бобами, в отличие от такового с пастой. В Окинаве «дзэндзай» сервируют с моти на ледяной стружке. Суп часто делают с добавками, например, со сгущённым молоком.
Расплавленные мягкие моти и сладкая каша из адзуки популярны среди японцев, особенно зимой. Сируко часто подают с другим блюдом солёного или кислого вкуса, например, умэбоси или сиокомбу, солёной комбу. Второе блюдо должно помочь освежить вкусовые ощущения от сладости.
В некоторых регионах, включая префектуру Кагава, «сируко» используется для приготовления новогоднего супа дзони.

## В Китае
Сируко (под местным названием «хундоутан») популярен в Китае и считается разновидностью «тан шуй» (буквально «сахарная вода», сладкие супы). Обычно он менее калориен, чем японская разновидность. Летом его подают холодным, а зимой — горячим. Из остатков делают лёд на палочке.
Хундоутан — блюдо кантонской кухни, его подают в кантонских ресторанах после завершения основной трапезы. Этот суп чаще всего мало калориен, но в дорогих ресторанах в него добавляют саго (西米, си ми). Суп подслащивают леденцовым сахаром или рафинадом.

## В Корее

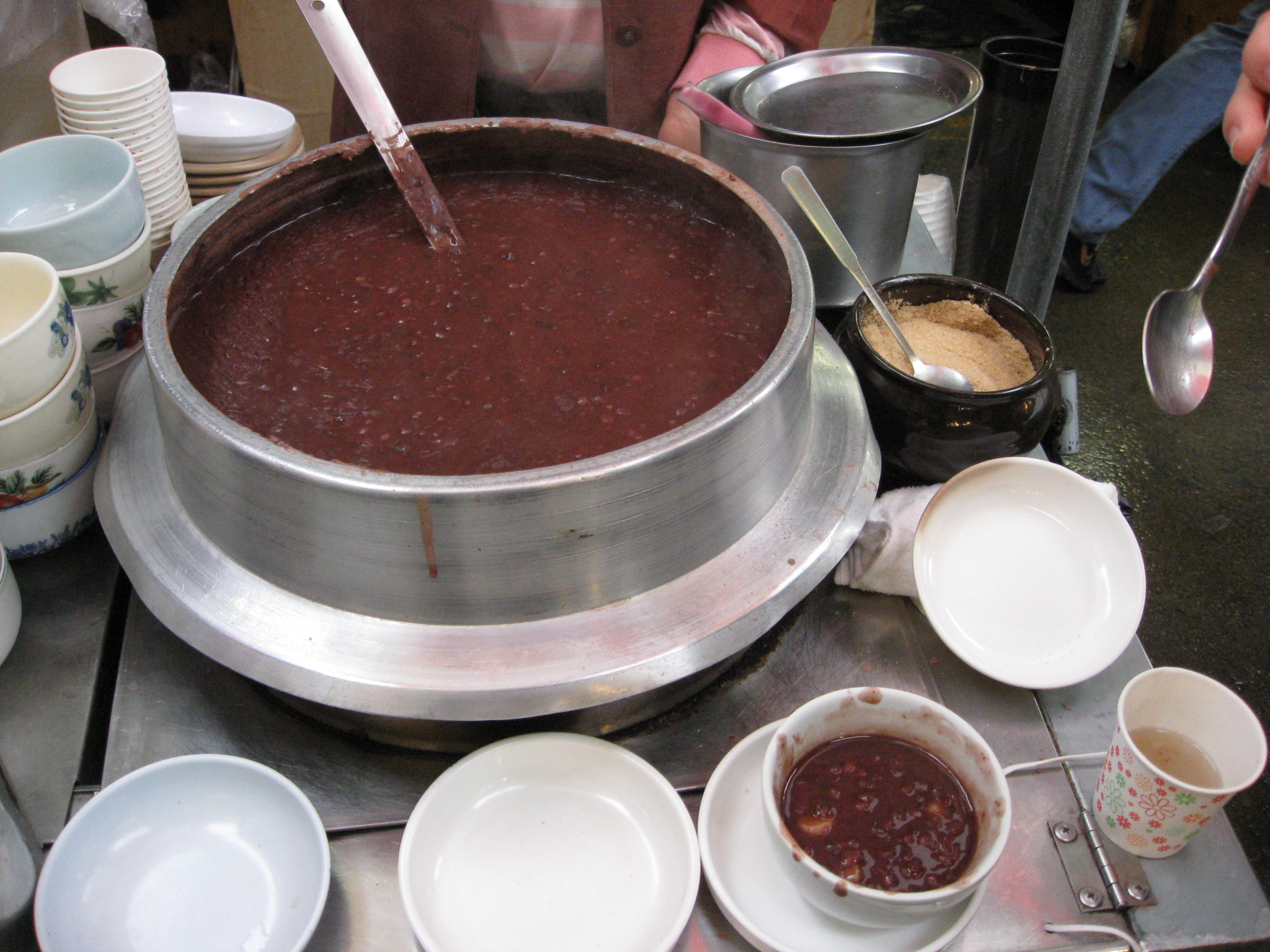
Пхатчук, продающийся на улице в Пусане, Южная Корея

В корейской кухне аналогичный суп носит название пхатчук (팥죽), и является сезонным блюдом: его обычно едят зимой. В Тончи, корейский праздник зимнего солнцестояния, едят «тончи пхатчук» с сэальсим (새알심), буквально «птичьи яйца», шарики рисовой клейковины, названные так по причине сходства с яйцами мелких птиц вроде перепёлки. Количество сэальсим обычно равно возрасту того, кто ест пхатчук.
В Корее считается, что пхатчук может прогонять злых духов. Согласно корейским верованиям, красный цвет — цвет положительной энергии, и он побеждает отрицательную энергию. Приготовление и употребление пхатчука — ритуал для предотвращения неудач и эпидемий, которые вызывают злые духи. Перед тем, как приступить к трапезе, корейцы преподносили часть домашней святыне, окропляли им кухню, амбар, ворота. Эта традиция проникла в китайские мифы: согласно «Хюнчхосесиги», у некоего Конгона был плохой сын, который после смерти превратился в бога эпидемий. Из-за его злобного нрава погибло множество людей. Но люди вспомнили, что сын Конгона при жизни ненавидел пхатчук, и стали разбрызгивать его в своих домах. Эпидемия прекратилась. С тех пор все злые духи ненавидят пхатчук.
Поедание пхатчука  также является ритуальным прошением обильного урожая. Древняя Корея была аграрным государством, сильно зависящим от величины урожая. Отдыхая и употребляя питательные блюда, корейцы готовились к весеннему севу.
Пхатчук — пример раннего применения консервации пищи. Обычно корейская трапеза состоит из риса и закусок. Но зимой, когда в корейских семьях запасы уже подходили к концу, пхатчук становился единственным блюдом. Его можно сделать из воды, адзуки и небольшого количества риса, он питателен и не требует дополнительно закусок. Таким образом, приготовление пхатчука зимой помогало сберечь оставшийся рис.

## Во Вьетнаме
Во вьетнамской кухне есть похожее блюдо, те дау до, в него добавляется кокосовое молоко.

## В Австралии
В кантонских ресторанах в крупных городах сируко подают как десерт, с фруктами, пудингом и выпечкой.